# Treasures of the Savage Frontier
Treasures of the Savage Frontier, sorti en 1992, est un jeu vidéo de rôle développé par Beyond Software et publié par Strategic Simulations, Inc. pour PC et Amiga. Il s'agit d'une suite à Gateway to the Savage Frontier, sorti l'année précédente. Basé sur le moteur de jeu Gold Box, situé dans l'univers des Royaumes oubliés et implémentant les règles de Donjons et Dragons, Treasures of the Savage Frontier s'inscrit dans la lignée de Pool of Radiance, Curse of the Azure Bonds et Secret of the Silver Blades.

## Trame
Le jeu prend place quelques semaines après les événements de Gateway to the Savage Frontier alors que les héros de ce dernier sont invoqués par le magicien Aminitas pour éliminer les Zhentarim occupant encore la cité des nains de Llorkh. Après avoir échoué dans une mission, le groupe est accusé de traîtrise et doit alors prouver son innocence en démasquant les coupables.

## Système de jeu
Le jeu introduit quelques innovations au moteur Gold Box, qui commence alors à être daté. Il ajoute notamment un système simulant les effets de la météo, la pluie ou la neige rendant par exemple les voyages et les déplacements plus difficiles. Il introduit également une romance entre deux personnages, Siulajia et Jabarkas, qui peuvent, sous certaines conditions, tomber amoureux. Si c’est le cas, l’être aimé peut rejoindre le groupe et les deux personnages reçoivent alors un bonus lors des combats. Leur histoire évolue ensuite pendant le jeu, en fonction de l’approbation du reste du groupe ou de l’éventuel mort d’un des deux amants.

## Accueil
| Treasures of the Savage Frontier |      |       |
| Média                            | Nat. | Notes |
| Amiga Action                     | US   | 50 %  |
| Amiga Format                     | US   | 49 %  |
| Amiga Mania                      | US   | 74 %  |
| Dragon Magazine                  | US   | 4/5   |
| Gen4                             | FR   | 80 %  |
| Joystick                         | FR   | 50 %  |

Au total, 31 995 copies du jeu sont vendues par Strategic Simulations.
Rétrospectivement, la journaliste Scorpia du magazine Computer Gaming World juge que ce dernier volet de la série Gold Box ne se distingue en rien de ses prédécesseurs et que, en dehors de quelques petites améliorations, il se révèle totalement « inintéressant ».